# Haus der Stadtsparkasse (Bremen)

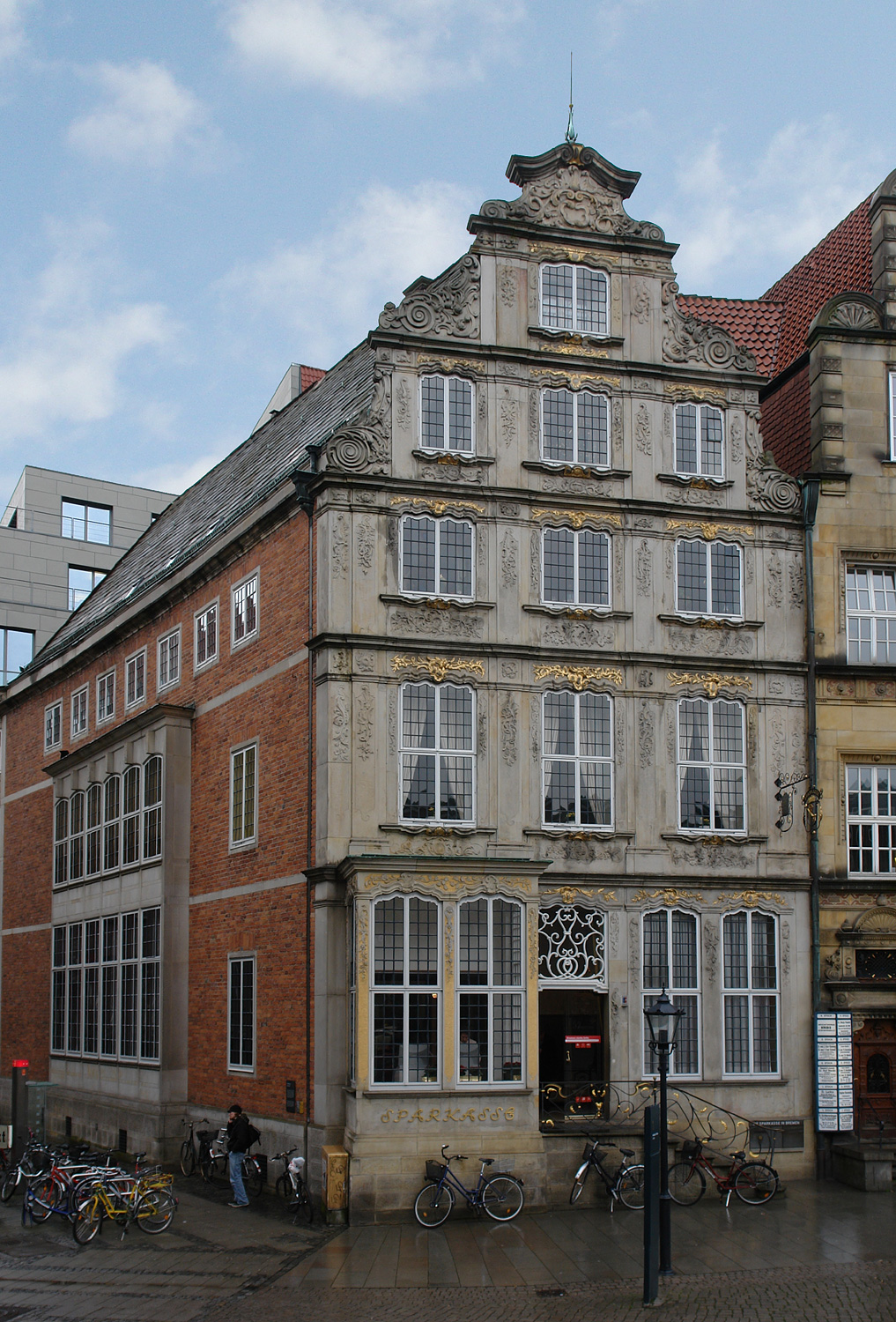
Haus der Stadtsparkasse

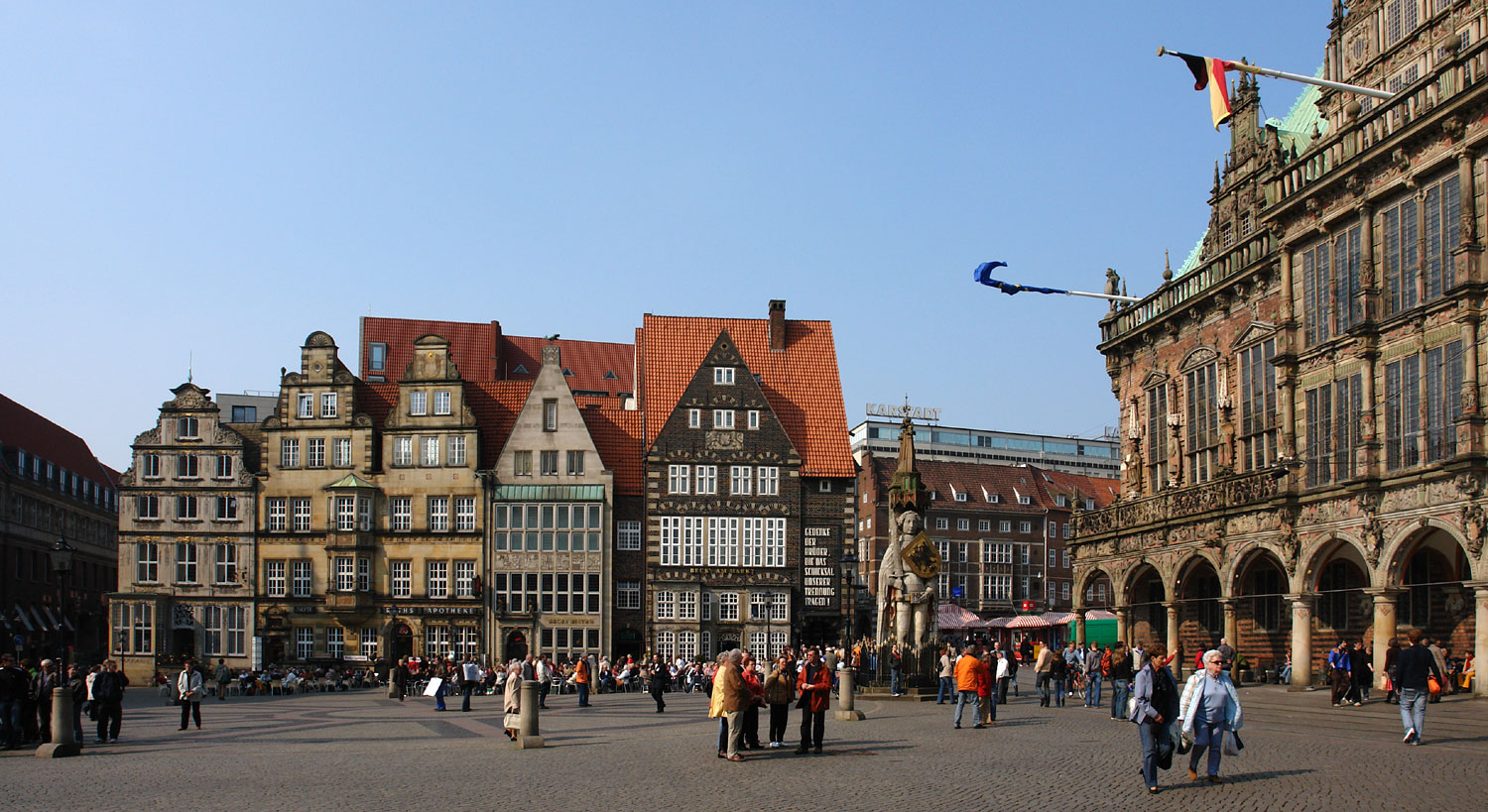
Marktplatz: Sparkasse links an der Nordwestseite; rechts Roland und Rathaus

Das Haus der Stadtsparkasse am Bremer Marktplatz ist ein rekonstruiertes Baudenkmal der Rokokozeit.

## Geschichte
Der Weinhändler und Ratsherr Johann Georg Hoffschlaeger († 1763) gab das Haus für seinen ursprünglichen Standort an der Schlachte (heutige Hausnummer 31 b) in Auftrag. Vom Bildhauer Theophilus Wilhelm Frese wurde um 1755 ein Bauwerk mit einer reich verzierten Rokokofassade errichtet. Diese bestand aus einem Perückengiebel mit Utlucht, der mit Sandsteinskulpturen verziert war.
1836 wurde dieses Haus von Georg Friedrich Pflüger gekauft, der hier den Gasthof Stadt Paris betrieb. Das Anwesen wurde 1875 vom Gütermesser Carl Wilhelm Meyer übernommen. Am Anfang des 20. Jahrhunderts entstand nach Plänen von Albert Dunkel ein Neubau, wobei die Rokoko-Fassade erhalten blieb.
Bei einem Brandbombenangriff im Zweiten Weltkrieg wurde das Haus 1944 zerstört. Der spätere Bremer Baudenkmalpfleger Rudolf Stein ließ einen Teil der Trümmer bergen. Das Haus wurde 1957/58 nach einem Wettbewerb an der Einmündung der Langenstraße in den Marktplatz von dem Architekten Eberhard Gildemeister und den Bildhauerinnen Maria Ewel und Ingeborg Ahner-Siese unter Verwendung von Originalsubstanz im einstigen Stil rekonstruiert. Dabei mussten sich die neu entstehende rotsteinsichtige Seitenfassaden der  Vorderfront unterordnen. Bemerkenswert ist die neue Tür mit dem Oberlicht zur Marktseite. Auch die Innenausstattung erhielt viele barocke Elemente.
In dem Haus befindet sich heute eine Filiale der Sparkasse Bremen.

## Denkmalschutz
1973 wurde das Haus unter Denkmalschutz gestellt.
Das Gebäudeensemble an der Nordwestseite des Marktplatzes besteht von rechts nach links aus den folgenden vier Gebäuden:
- Nr. 1 Rathscafé/Deutsches Haus von 1908–1911 sowie 1951/1956,[2]
- Nr. 9 Haus Zum Jonas von 1600 und 1963,[3]
- Nr. 11 Raths-Apotheke von 1893–1894 und 1959–1960,[4]
- Nr. 12 Haus der Stadtsparkasse von 1755 und 1957–1958.